# Amduat
Amduat (staroegipčansko jmj dwꜣt, dobesedno "Tisto, kar je v onem svetu", prevaja se tudi kot  "Besedilo skrite sobe v podzemnem svetu" in  "Knjiga o tistem, kar je podzemni svet", arabsko كتاب الآخرة‎,  Kitab al-Akhira) je pomembno staroegipčansko pogrebno besedilo iz Novega kraljestva. Kot številna druga pogrebna besedila je bil tudi Amduat napisan  v notranjosti faraonove grobnice. Za razliko od drugih pogrebnih besedil je bil rezerviran samo za faraone, do Enaindvajsete dinastije skoraj izključno, ali zelo pomembno plemstvo.
Amduat pripoveduje zgodbo o Raju, egipčanskemu bogu sonca, ki potuje po podzemlju od trenutka, ko sonce zaide na zahodu do trenutka, ko  ponovno vzide na vzhodu. Besedilo pravi, da isto pot opravi tudi mrtvi faraon, da bi se na koncu združil z Rajem in živel večno.
Podzemlje je razdeljeno na dvanajst nočnih ur, od katerih vsaka predstavlja različne zaveznike in sovražnike, s katerimi se lahko sreča faraon/bog sonca. Amduat poimenuje vse te bogove in pošasti. Glavni namen Amduata je povedati vsa ta imena duhu mrtvega faraona, da  jih lahko pokliče na pomoč ali uporabi njihovo ime, da jih premaga. 
Poleg naštevanja in poimenovanja prebivalcev Duata, dobrih in slabih, ilustracije dela jasno kažejo topografijo podzemlja. Najstarejša popolna različica Amduata je bila najdena v KV34, grobnici Tutmoza III.  v Dolini kraljev.

## Ure
V 1. uri bog prestopi zahodno obzorje, ki je prehod med dnevom in nočjo.
V 2. in 3. uri preči obsežno vodovje, imenovano  'Vernes' in 'Ozirisove vode'.
V 4. uri doseže Imhet, težavno peščeno Sokarjevo kraljestvo, kjer naleti na temne sikcakaste poti. Za prehod se mora pogajati. Boga zvlečejo na kačji čoln. 
V 5. uri odkrije Ozirisov grob, ograjen prostor, pod katerim je skrito ognjeno jezero. Grob prekriva piramidi podobna gomila, identificirana z boginjo Izido. Na njenem vrhu sta Izida in Neftida v obliki škarjarjev (sokolov).
V 6. uri se zgodi najpomembnejši dogodek na potovanju v podzemlju. Ba (duša) Raja se združi z njegovim lastnim telesom (ali z Ozirisovo ba) v krogu, ki ga tvori kača mehen. Ta dogodek je točka, ko sonce začne svojo regeneracijo. Trenutek je zelo pomemben, a tudi nevaren.
V 7. uri ga čaka nasprotnik Apep (Apofis), ki ga mora ukrotiti v verigah z magijo  Izide in Sera ter močjo Serketa, ki mu pomaga bog Her-Tesu-F.
V 8. uri bog sonca odpre vrata grobnice in Hor pokliče pošastno kačo z neugasljivim ognjem, da uniči sovražnike njegovega očeta Ozirisa, tako da zažge njihova trupla in skuha njihove duše.
V 9. uri z živahnim veslanjem zapustijo peščeni otok Seker in se vrnejo na vode.
V 10. uri se proces regeneracije nadaljuje s potopitvijo v vodo. 
V 11. uri se božje oči, simbol njegovega zdravja in dobrega počutja,  popolnoma regenerirajo.
V 12. uri vstopi na vzhodno obzorje, pripravljen znova vzhajati kot sonce novega dne. 
Ko so pokojni zemljani končali svoje potovanje po podzemlju, so prispeli v dvorano Maat. Tu bi se podvrgli obredu tehtanja srca. Njegova čistost je bila odločilni dejavnik za dovoljenje za vstop v Ozirisovo kraljestvo.

## Sklica
1. ↑  Forman and Quirke (1996), str. 117.
2. ↑  Hornung (1999), str. 27.